# Глетерица
Глетерица или глет хобла је алат који служи за финално глачање омалтерисаних, гипсаних и других површина глетом и другим материјалом.
Глетерица изгледа слично хобли или пердашци, осим што јој је радна површина тања а дршка отворена наместо затворене. За разлику од њих, за радну површину се користи нерђајући или високоугљенични челик. Уобичајена глетерица је величине око 28x13cm (нпр. 27x13 или 28x12). Дршка може бити гумена или дрвена.
Глетерицом се не може мењати контура површине већ она прати постојећу контуру и само је глача и ублажава неравнине.
Глетерица боље обрађује површину кад се разради, тј. кад јој радна површина постане малчице закривљена а ивице заобљене. Могуће је и купити већ разрађене глетерице.
Постоје и специјалне глетерице (за технике, машинско глетовање, фасаду или назубљене). Глетерице за машинско глетовање се колоквијално називају лептири. Фасадне глетерице су пластичне а глетерице за технике су трапезоидног облика и скоро увек се купују разрађене. Назубљене глетерице се користе за наношење лепка за керамику.